# Перегрупування Кляйзена
Перегрупування Кляйзена — перегрупування O-алілових етерів фенолів.
Відкрите у 1912 році, перегрупування Кляйзена стало першим прикладом [3,3]-сігматропного зсуву.
Цьому перегрупуванню присвячено декілька оглядових публікацій. .